# Casanova Lerrone
Casanova Lerrone (en ligur Casanêuva) és un comune italià, situat a la regió de la Ligúria i a la província de Savona. El 2015 tenia 749 habitants.

## Geografia
Té una superfície de 24,23 km² i les frazioni de Borgo, Bosco, Degna, Marmoreo i Vellego. Limita amb Borghetto d'Arroscia, Cesio, Garlenda, Onzo, Ortovero, Ranzo, Stellanello, Testico, Vessalico i Villanova d'Albenga.

## Evolució demogràfica
| Gràfica d'evolució de Casanova Lerrone entre 1861 i 2011 |
|                                                          |
| Font: ISTAT                                              |